# Humabon
Ragià Humabon, anche conosciuto come Śrī Hamabar e Humabad (Isola di Cebu, prima del 1500 – Isola di Cebu, dopo il 1521), fu Re dell'isola di Cebu, nelle odierne Filippine.
Essendo egli monarca di una grande isola e godendo di alto prestigio, si poté fregiare del titolo di Sultano o Ragià, appellativo di origine sanscrita omologo alla figura di un Re, in aggiunta a quello di Datu, in qualche modo riconducibile ai nostri Duchi, Marchesi, Conti o Baroni: visse nel XVI secolo ed era Ragià di Cebu sicuramente nell'anno 1521, quando le popolazioni di Cebu e delle isole circostanti entrarono in contatto per la prima volta con gli esploratori guidati da Ferdinando Magellano e inviati da Carlo V di Spagna.
Grazie alle poche notizie che riguardano questo monarca dell'attuale regione delle Visayas si può ipotizzare con quasi assoluta certezza che Humabon discendesse da un'antica linea genealogica nata nel VII secolo e legata al Regno malesiano di Srivijaya il cui nome, per completezza di informazione, unisce l'aggettivo sanscrito Śrī (fulgido, raggiante) e il sostantivo vijaya  (vittoria, eccellenza). Questo regno aveva già sicuramente stabilito commerci radicati e quindi espresso posizioni di potere in tutte le Visayas allorquando venne in contatto con gli spagnoli: il porto di Cebu, chiamato Sugbu all'epoca di Humabon e poi passato sotto l'amministrazione spagnola della Capitaneria Generale delle Filippine di Miguel López de Legazpi nel 1565, era parte del Rajanato di Cebu di cui Humabon era il Monarca: Humabon era appellato come il più saggio e coraggioso uomo dell'isola e Re e padrone di 8 Datu e di più di 2 000 guerrieri dell'isola di Sugbu.

## Genealogia
Secondo la tradizione il Rajanato di Cebu fu fondato da Śrī Lumay, anche noto come Rajamuda Lumaya, nativo di Sumatra e che fondò un suo regno su Cebu.
Humabon era figlio di Śrī Bantug che sarebbe stato parte dell'impero di Śrī Vijaya, dal cui nome deriverebbe l'attuale denominazione delle popolazioni del Visayas o Bisaya.
Śrī Lumay avrebbe avuto molti figli, uno dei qualci chiamato Śrī Alho: egli sarebbe stato Re di Sialo, territorio che comprendeva le attuali città della parte meridionale dell'isola di Cebu Carcar e Santander. Un fratello si sarebbe chiamato Śrī Ukob e sarebbe stato Signore di Nahalin, rajanato che includeva le attuali città nel nord dell'isola di Consolación, Liloan, Compostela, Danao, Carmen e Bantayan. Ukob morì in battaglia combattendo contro i Magalos dell'isola di Mindanao.
Il più giovane dei figli di Lumay era Śrī Bantug, Re di Singhapala, la attuale città di Cebu: sarebbe morto di malattia e il successore fu il figlio Śrī Hamabar, ovvero il nostro Humabon.

## L'incontro con Magellano
Ai tempi di Humabon il rajanato di Cebu era un ricco regno che viveva di rapporti commerciali intensi con il regno del Siam, la parte meridionale della Cina e con il Borneo e di cui Humabon era capo supremo e indiscusso.
Nel 1521 Humabon venne in contatto con Magellano che sbarcò sull'isola di Cebu insieme ai suoi uomini impegnati nel viaggio finanziato dal Re di Spagna Carlo I d'Asburgo e che avrebbe dovuto trovare una rotta di navigazione ad Ovest verso le Indie alternativa a quella utilizzata dai portoghesi. Durante il lungo viaggio la flotta del navigatore portoghese raggiunse le attuali isole di Samar, di Cebu e di Mactan.
Il Re viene descritto da Antonio Pigafetta come basso, tarchiato, scuro di pelle, tatuato sulle braccia e sulla schiena con motivi geometrici rossi e porpora, col naso schiacciato e con un turbante di seta gialla. Al collo una spessa collana di perle, alle orecchie due pesanti orecchini d'oro ingemmati e alle dita delle mani massicci anelli d'oro.
Sull'isola di Cebu Magellano incontrò quindi Re Humabon e sua moglie che, nell'aprile del 1521, accettarono di essere battezzati e di riconoscere come proprio Re Carlo V di Spagna.

Siglata l'alleanza con Magellano accadde però che il navigatore portoghese, dopo una complessa serie di episodi, rimanesse ucciso dal Datu Lapu-Lapu nella battaglia di Mactan. A seguito dell'uccisione di Magellano e della sconfitta dei soldati spagnoli, secondo i diari di Pigafetta re Humabon ordì un tradimento ai danni degli europei che vennero attirati con l'inganno alla corte di Humabon e trucidati in gran numero.

Dopo questo episodio, di Re Humabon si persero le tracce e non rientra più nelle cronache del tempo: il rajanato di Cebu scomparve quarantaquattro anni dopo, nel 1565 quando, sotto Raja Tupas, nipote di Humabon, l'isola venne attaccata e conquistata dagli spagnoli sotto il comando di Miguel López de Legazpi.